# Aartsbisdom Montes Claros

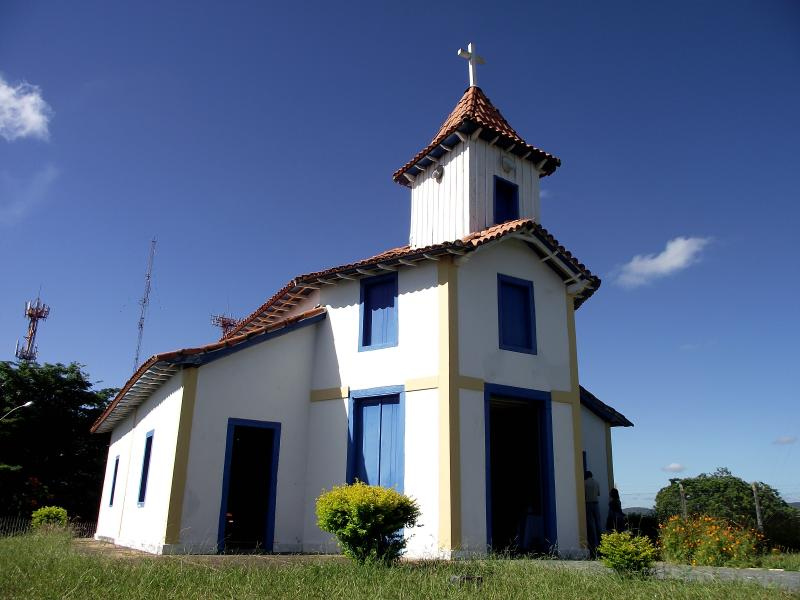
kerk in Montes Claros

Het aartsbisdom Montes Claros (Latijn: Archidioecesis Montisclarensis, Portugees: Arquidiocese de Montes Claros) is een rooms-katholiek aartsbisdom in Brazilië met zetel in Montes Claros. Het omvat de volgende suffragane bisdommen:
- Janaúba
- Januária
- Paracatu

Aartsbisdom Montes Claros.

Het bisdom Monte Claros werd in 1910 opgericht en was een afsplitsing van het bisdom Diamantiana. Het verloor in 1929 gebied aan de nieuwe territoriale prelatuur Paracatu en in 1957 aan het nieuwe bisdom Januária en in 2000 aan Janaúba. In 2001 werd het bisdom Montes Claros verheven tot aartsbisdom.

Regional CNBB Leste 2.

Het aartsbisdom telt 860.299 inwoners, waarvan 78,9% rooms-katholiek is (cijfers 2019), verspreid over 64 parochies.

## Bisschoppen
- 1911-1943: João Antônio Pimenta
- 1943-1947: Aristides de Araújo Porto
- 1948-1951: Antônio de Almeida Moraes Junior
- 1952-1956: Luís Victor Sartori
- 1956-1988: José Alves de Sá Trindade
- 1988-2007: Geraldo Majela (João José) de Castro
- 2007-2018: José Alberto Moura
- 2018-2021: João Justino de Medeiros Silva